# Pizza met ananas (lied)
Pizza met ananas is een lied van de Nederlandse zanger Snelle. Het werd in 2022 als single uitgebracht en stond in hetzelfde jaar als vierde track op de ep 1/3.

## Achtergrond
Pizza met ananas is geschreven door Okke Punt, Vincent van den Ende, Lars Bos, Julian Vahle, Sander de Bie en W. van Deursen en geproduceerd door Avedon, Punt, Vahle en De Bie. Het is een nummer uit het genre nederpop. In het lied zingt de liedverteller over een vrouw waar hij mee op date is die hem leuk lijkt, maar dat hij haar niet meer ziet zitten nadat ze een pizza met ananas en een zoete witte wijn bestelt op de date. Het lied werd als single uitgebracht met Niks mee te maken als dubbele A-kant. De single heeft in Nederland de gouden status.
In 2022 werd ook een officiële remix door de dj Outsiders gemaakt van het lied.

## Hitnoteringen
De zanger had bescheiden succes met het lied in zowel België als Nederland. Het stond in de Vlaamse Ultratop 50 op de 47e plaats in de enige week dat het in de lijst stond. In de Nederlandse Single Top 100 piekte het op de 64e plek en was het 33 weken in de lijst te vinden. Er was geen notering in de Nederlandse Top 40, maar het het kwam tot de 25e positie van de Tipparade.